# 德氏非鯽
德氏非鯽，為輻鰭魚綱䲁形目麗魚科的其中一種，被IUCN列為極危保育類動物，分布於非洲喀麥隆Ejagham湖流域，體長可達20公分，棲息在底層水域，生活習性不明。

## 擴展閱讀
維基物種上的相關：德氏非鯽